# John Clute

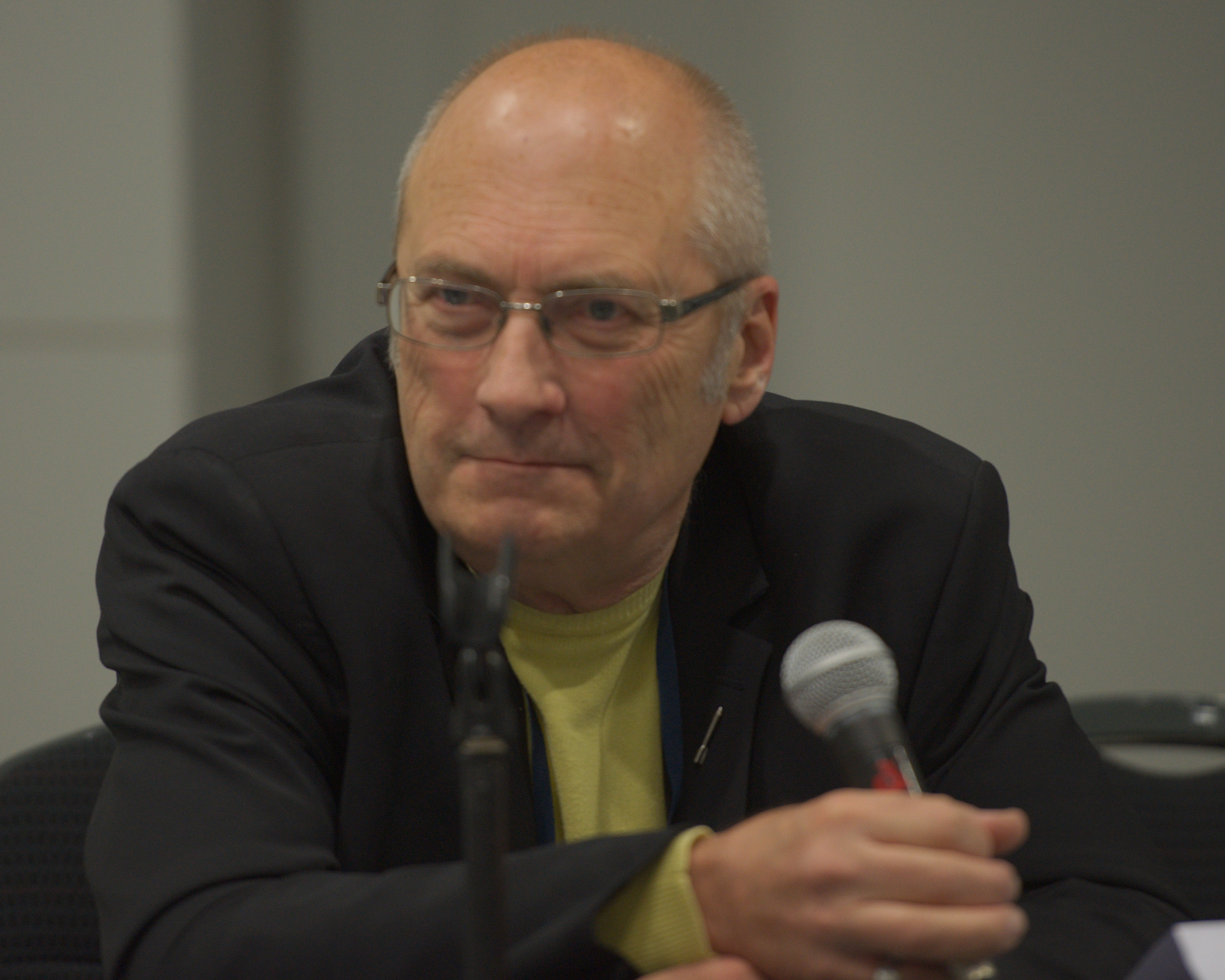
John Clute hedersgästintervjuas på sf-kongressen Loncon 2014.

John Frederick Clute, född 1940, är en kanadensisk författare och science fiction-kritiker. 
Clute är sedan 1969 bosatt i Storbritannien, och har skrivit science fiction-kritik för till exempel Strange Horizons, Omni, Washington Post, Times Literary Supplement, Interzone, Times Literary Supplement, New York Times, Los Angeles Times, Observer och New York Review of Science Fiction. Han är en av tidskriften Interzones grundare.
Han romandebuterade med The Disinheriting Party 1977, som följdes upp med science fiction-romanen Appleseed 1999. Tillsammans med Peter Nicholls var han redaktör för uppslagsverket The Encyclopedia of Science Fiction, och med John Grant fantasymotsvarigheten The Encyclopedia of Fantasy.

### Kritik
- Strokes [1966-1986], 1988
- Look at the Evidence [1987-1993], 1995
- Scores [1993-2003], 2003
- The Darkening Garden, 2006
- Canary Fever, 2009

### Romaner
- The Disinheriting Party, 1977
- Appleseed, 1999